# Reggenza di Intan Jaya
La reggenza di Intan Jaya (in indonesiano: Kabupaten Intan Jaya) è una reggenza dell'Indonesia, situata nella provincia di Papua centrale.